# Proces proti četverici
Proces proti četverici (kratica JBTZ) je bil sodni proces in politična afera v Sloveniji v prelomu 80. in 90. let 20. stoletja.
Služba državne varnosti (SDV) in Protiobveščevalna služba Jugoslovanske ljudske armade (KOS) sta konec maja 1988 aretirali tri novinarje tednika Mladina (Janeza Janšo, Davida Tasića in Francija Zavrla) in zastavnika JLA Ivana Borštnerja zaradi izdaje vojaške skrivnosti.

## Predhodno dogajanje
Zaradi liberalizacije in vseh večjih pritiskov k politični reformi v Sloveniji ter v Socialistični federativni republiki Jugoslaviji se je znotraj Vojnega sveta SFRJ in CK ZKJ izoblikovalo mnenje, da je to protirevolucionarno delovanje. Na 72. seji CK ZKJ so tako govorili o aretacijah problematičnih članov ZSMS. Magnetogram se je pozneje znašel v Janševi posesti - izvirni lastnik magnetograma je bil Jože Smole, kateremu so ga ukradli, nakar ga je dobil Igor Bavčar in ga izročil Janši. Janša je 26. aprila magnetogram izročil Zavrlu, ki je nato postal osnova za članek »Noč dolgih nožev« v Mladini.
Služba državne varnosti (SDV) je 27. aprila 1988 opravila tajno preiskavo prostorov podjetja Mikro Ade v Ljubljani, pri čemer so odkrili magnetogram in dva lista vojaškega dokumenta (ukaz generalpodpolkovnika Svetozarja Višnjića, poveljnika 9. armade). S tem so pridobili dokaze, zaradi česar so se odločili, da bodo sprožili sodni proces pred vojaškim sodiščem. 30. maja 1988 je bil zadnji sestanek SDV in KOS, kjer so se dogovorili o poteku aretacij in nadaljnjih postopkih; sestanek sta vodila polkovnik Aleksandar Vasiljević (KOS) in pomočnik vodje službe državne varnosti RSNZ Štefan Tepeš. V skupini, ki naj bi vse to izvedla, so bili: Miran Frumen (vodja), Dragan Isajlović, Zvonko Hrastar, Franci Pivk idr.

## Aretacije in zapor
Janša je bil aretiran 31. maja 1988 zjutraj. Prepeljan je bil na sedež podjetja Mikro Ade, kjer so opravili tokrat javno preiskavo, zbrali obremenilne dokaze in nato Janšo prepeljali na Prešernovo cesto 18, sedež ljubljanske policije. Po uvodnih zaslišanjih so ga prepeljali v zapor na ljubljanski Povšetovi. 1. junija je bil prepeljan na v zapor poveljstva Ljubljanskega armadnega območja. Tu sta postopek prevzela vojaški tožilec Živko Mazić in vojaški preiskovalni sodnik Milan Ranić. Ker mu niso omogočili zastopstva civilnega odvetnika, so mu dodelili vojaškega zagovornika Mihajla Krpana. Borštnerja so aretirali pripadniki KOS-a isti dan, Tasić pa 4. junija pozneje; le Zavrl, urednik Mladine, ni bil zaprt in se je lahko branil s prostosti.
V sklopu protesta proti temu ravnanju je bil 3. junija ustanovljen Odbor za varstvo človekovih pravic, ki je protestiral proti temu procesu, sodbi na vojaškem in ne na civilnem sodišču in pravici do odvetnika. 30. junija je Živko Mazić vložil obtožnico proti četverici in predlagal pripor do konca sojenja. Konec julija je senat vojaškega sodišča spoznal vse štiri za krive in vsem izrekel zaporno kazen: Borštner 4 leta, Janša in Zavrl 18 mesecev ter Tasić 5 mesecev. Oktobra 1988 je Vrhovno vojaško sodišče JLA potrdilo sodbo ljubljanskega vojaškega sodišča, pri čemer je Tasiću povečalo kazen na 10 mesecev. Zaradi številnih protestov s strani Odbora in množičnih demonstracij so avgusta 1989 pogojno izpustili Janšo, za njim pa še ostale tri.

## Pozneje
V mandatu 1. državnega zbora Republike Slovenije je bila ustanovljena Preiskovalna komisija o politični odgovornosti posameznih nosilcev javnih funkcij za aretacijo, obsodbe ter izvršitev obsodb proti Janezu Janši, Ivanu Borštnerju, Davidu Tasiču in Franciju Zavrlu.